# Dolmen vom Mont Revincu

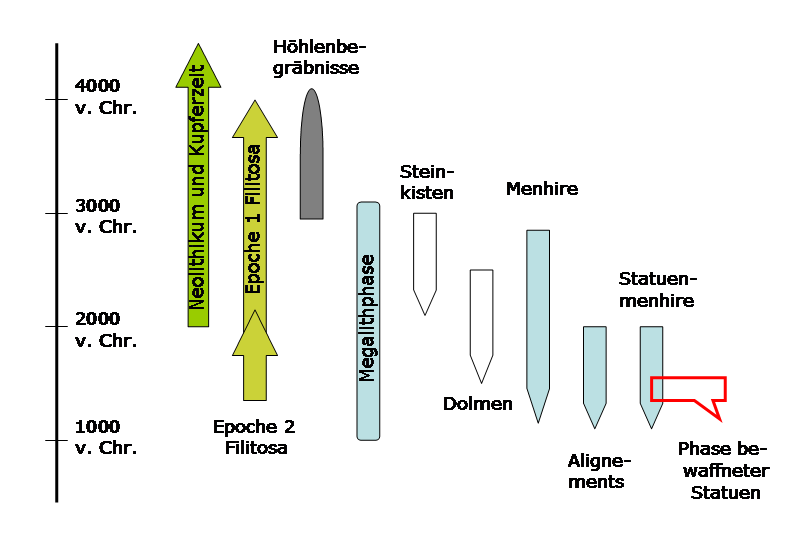
Zeitstellung der Megalithanlagen auf Korsika

Die Dolmen vom Mont Revincu wurden im späten 19. Jahrhundert von Adrien de Mortillet (1854–1931) entdeckt. Der Ort liegt im Norden Korsikas auf einem Übungsplatz, an einem kleinen Bergrücken bei Santo-Pietro-di-Tenda im Département Haute-Corse, in der Küstenebene etwa 2,0 km vom Golf von Saint-Florent. Dolmen ist in Frankreich der Oberbegriff für Megalithanlagen aller Art (siehe: Französische Nomenklatur).
Zwischen 1995 und 2005 wurde der Komplex von F. Leandri ausgegraben. Er fand mehr als 30 Steinstrukturen, darunter zwei Dolmen, mindestens sechs Steinkisten und 29 rechteckige Strukturen in der Größe von 20 bis 50 m². Der Zusammenhang zwischen diesen Resten und den Denkmälern ist aufgrund deren schlechter Erhaltung nicht nachgewiesen.

Dolmen d’A Casa di l’Orca
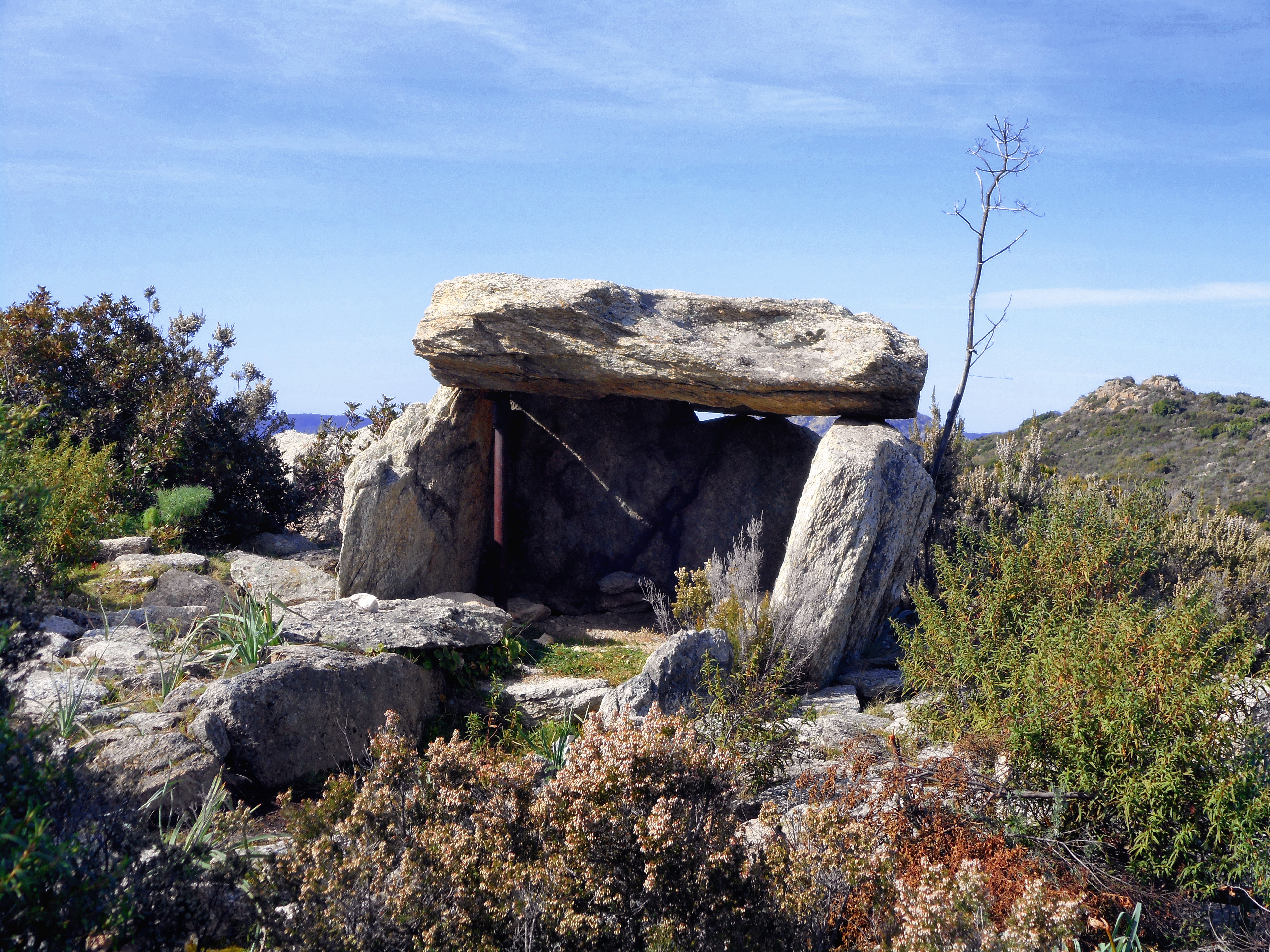
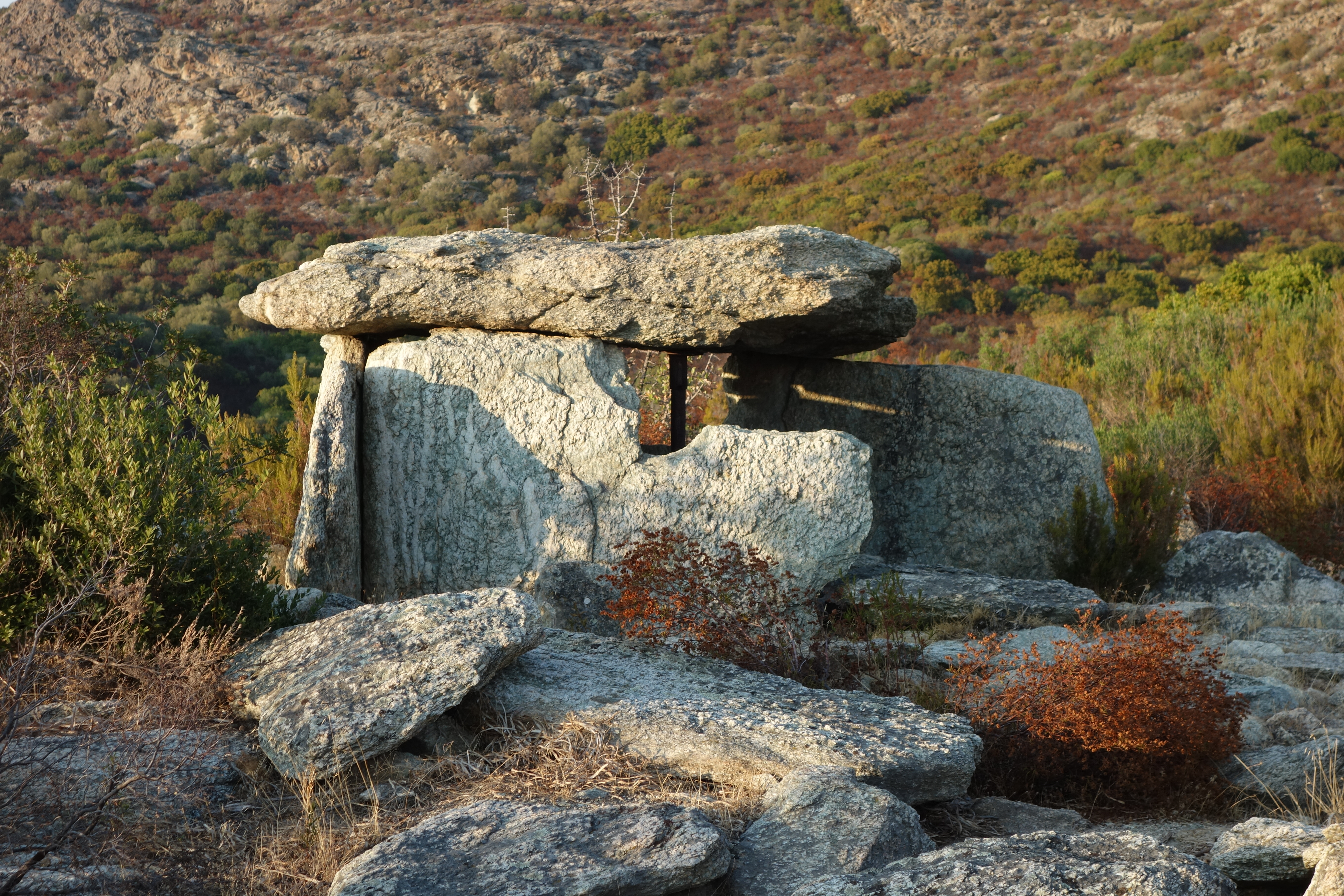
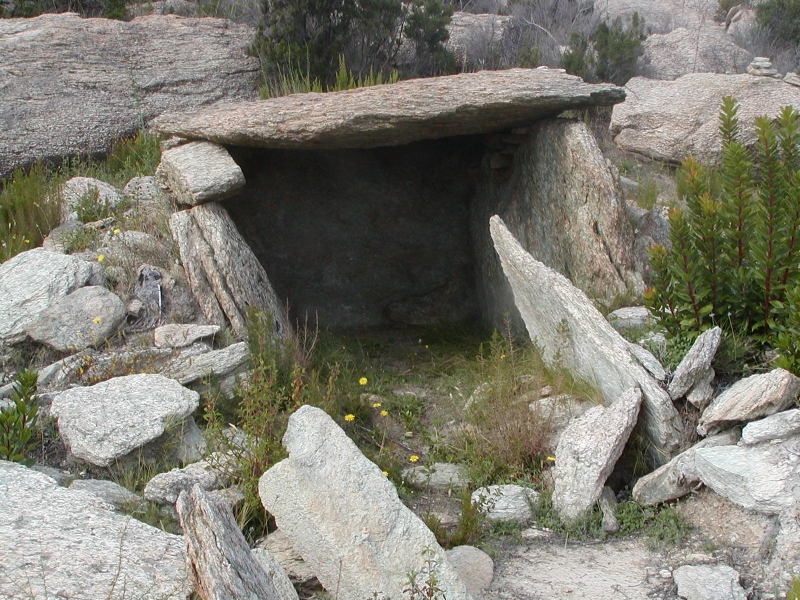

Die Analyse zeigte eine große Homogenität der Stein- und Keramikproduktion. Durch die C14-Daten, die innerhalb und außerhalb der Strukturen ermittelt wurden, konnte die Entstehung auf den Beginn des 4. Jahrtausends v. Chr. eingegrenzt werden. Der Dolmen d’A Casa di l’Orca ist der älteste und vollständigste der Insel.
Die beiden Dolmen wurden durch ihre spätere Verwendung als Stall Veränderungen unterzogen. Ihre Ausgrabung zeigte indes, dass sie in der Mitte einer gepflasterten Fläche von etwa zehn Meter Durchmesser errichtet wurden. 
Mehrere Steinkisten wurden in der Mitte ähnlicher Strukturen gefunden. Andere zeigen keine befestigte Außenstruktur. Die Steinkisten A und B zeigten bei der Ausgrabung eine interne Unterteilung ihrer Kammern.